# Zoofest
Zoofest est un festival montréalais d'humour fondé en 2009 par Martin Durocher et Lucy Eveleigh. Il a lieu chaque année en juillet à Montréal au Québec. 

## Description
Zoofest met de l'avant une programmation vouée à la découverte de talents émergents dans les milieux de l'humour, du théâtre, du cabaret, du conte, de la magie, de la danse et des performances.
Le festival a présenté des milliers d'artistes émergents locaux et internationaux depuis sa création.

## Historique
Dès sa création en 2009, l'évènement est bilingue (Francais et Anglais) et présente des artistes venus de partout dans le monde.  
Dès 2012, l'événement met de l'avant 600 représentations de 120 spectacles différents, mettant en vedette plus de 250 artistes durant 25 jours de programmation. 
Parmi les meilleurs coups de la programmation, notons la présence de Donald Glover (Childish Gambino), Jim Jefferies et Bo Burnham en 2010, celles de François Bellefeuille, Fabien Cloutier, Hannibal Buress, Bill Burr et Maria Bamford en 2011, Adib Alkhalidey et Mike Ward en 2012, Marianna Mazza, Phil Roy, Bun Hay Mean et Alban Ivanov en 2013, Kyan Khojandi, Katherine Levac, Casey Neistat en 2014 et plusieurs autres dans les années suivantes.  
En 2014, Zoofest s'allie au plus grand producteur en humour d'Angleterre afin de solidifier ses relations avec les artisans de l'humour anglophone qui gagnent en popularité auprès du public Québécois. 
En 2015, le festival se lance dans la production de spectacles originaux et propose au public des spectacles gratuits sur des scènes extérieures, notamment au Quartier des Spectacles, sur la rue Maisonneuve ou sur l'esplanade de la Place-des-Arts. 
En 2016, Zoofest fusionne avec OFF-JFL, un festival de découverte humoristique anglophone.
En mars 2024, le groupe Juste pour rire annonce plusieurs licenciements et la fin de plusieurs spectacles et activités,,. Avec les ennuis financiers de Juste pour rire, l'édition 2024 du festival Zoofest est annulée.

## Artistes
Parmi les artistes ayant participé au festival se trouvent :
- Adib Alkhalidey
- Christine Morency
- Pierre-Yves Roy-Desmarais
- Garihanna Jean-Louis
- Phil Roy
- Philippe-Audrey Larrue Saint-Jacques
- Jean-Sébastien Girard
- Louis T.
- Martin Perizzolo
- Julien Bernatchez
- Rosalie Vaillancourt
- Stéphane Fallu
- Yves Corbeil[12]